# Tabor ukhodit v nebo
Os Ciganos vão para o Céu (Título em russo: Табор уходит в небо; e em inglês: Queen of the Gypsies) é um filme soviético lançado em 1975, produzido por Emil Loteanu e baseado em várias obras do escritor russo Maxim Gorky. Ambientado no início do século XX, no Império Austro-Húngaro, o filme conta a história de amor entre a jovem cigana chamada Rada e o lendário ladrão de cavalos, Loiko Zobar, personagens do conto "Makar Chudra" (em russo: Макар Чудра), a primeira obra escrita por Gorki, em 1892.
Uma das canções da introdução do filme tornou-se popular no Youtube como "Música cigana".
Foi o filme mais assistido na União Soviética em 1976, com 64,9 milhões de ingressos vendidos.